# 孫巖
孫巖(1339年12月11日—1418年7月27日)，明朝将领，南直隶凤阳府凤阳县人。初为金吾左卫百户，“靖难之役”时追随明成祖，立有战功，封应城伯，去世后追赠翼城侯，谥威武。

## 生平
元至元五年十一月十一日（1339年12月11日），孙巖出生于凤阳，世代务农为业。至正十三年（1353年），加入了朱元璋领导的红巾军。至正十五年（1355年），参加了采石渡江之战。洪武三年（1370年），以战功授金吾左卫百户，后调任燕山右护卫，洪武二十八年（1395年），以燕山中护卫正千户的官职退休。燕王发动“靖难之役”后，认为孙巖是精通军事的老将，又把他招入燕军，负责防守通州，曾击败包围通州的大军。建文元年（1399年）十一月升通州卫指挥佥事，建文四年（1402）六月升都指挥佥事，九月授特进荣禄大夫，封应城伯，赐诰券，除谋反外可免死罪一次。永乐十一年（1413年）奉命驻守开平，随即调防通州。永乐十四年（1416年），因金吾右卫千户马俊打架斗殴，又出言不逊，私自将其杀死，论罪流放交趾布政使司（今越南社会主义共和国），不久又招还，恢复了爵位，永乐十六年六月二十日（1418年7月27日）去世，享年八十岁，明成祖对他怀念不已，追赠应城侯，谥威武。

## 家庭
父亲孙重四，母亲周氏，妻子刘氏。育有六子二女：六个儿子分别是孙亨，孙忠，孙旺，孙喜，孙泰，孙荣，长子孙亨继承爵位。有十五个孙子，十四个孙女。十五个孙子分别是：孙英、孙杰、孙敬、孙玘、孙贵、孙瑀、孙琳、孙勉、孙斌、孙建、孙礼、孙智、孙纲、孙云、孙纶，长孙孙英、次孙孙杰先后继承爵位。

## 应城伯世系
| 辈数   | 姓名   | 受封年                 | 去世年                 | 备注                       |
| ------ | ------ | ---------------------- | ---------------------- | -------------------------- |
| 第一代 | 孫巖   | 建文四年（1402年）     | 永乐十六年（1418年）   | 初封，追赠翼城侯，谥威武   |
| 第二代 | 孙亨   | 永乐十七年（1419年）   | 永乐二十一年（1423年） |                            |
| 第三代 | 孙英   | 永乐二十一年（1423年） | 永乐二十二年（1424年） | 无嗣，弟孙杰袭爵           |
| 第四代 | 孙杰   | 永乐二十二年（1424年） | 景泰二年（1451年）     |                            |
| 第五代 | 孙继先 | 景泰三年（1452年）     | 弘治十六年（1503年）   | 成化九年革爵，成化十三年复 |
| 第六代 | 孙钺   | 弘治十六年（1503年）   | 嘉靖十八年（1539年）   | 子孙岱瘫痪，孙孙永爵袭爵   |
| 第七代 | 孙永爵 | 嘉靖十九年（1540年）   | 嘉靖三十五年（1556年） |                            |
| 第八代 | 孙文栋 | 嘉靖三十五年（1556年） | 万历十七年（1589年）   |                            |
| 第九代 | 孙允恭 | 万历十七年（1589年）   | 万历二十八年（1549年） |                            |
| 第十代 | 孙廷勋 | 万历三十三年（1554年） | 崇祯十七年（1644年）   | “甲申之变”城破遇害，爵除   |

## 引用
1. 1 2  《杨文敏集》卷17《故应城伯追封翼城侯孙公神道碑铭》：“公讳巖，字某，世家凤阳之於皇里。曾大父某，大父某，父重四，三世皆务本力穑，周贫恤患，乡以善人长者称。母周氏，有懿徳。公生元至正（元）己卯十一月十有一日。”
2. ↑  《皇明功臣封爵考》卷3《应城伯》：“孙巖，直隶凤阳府凤阳县人，癸巳年从军。乙未年，跟随太祖高皇帝渡江。洪武三年，升金吾左卫百户。”
3. ↑  《皇明功臣封爵考》卷3《应城伯》：“二十八年升授致仕千户。”
4. ↑  《大明太宗实录》卷201永乐十六年六月：“调燕山右护卫，事上于藩邸十有五年，以燕山中护卫正千户致仕。”
5. ↑  《本朝分省人物考·卷之十五·南直隶凤阳府二》：“太宗举义靖难，以巖宿将知兵，特起守通州。是岁，南兵大至，城围数周，起土山临城，攻西门，毁楼堞，率众极力捍御，城赖以完。未几，两军合战，操戈身先士卒，大呼陷阵，士气争奋，追奔逐北，斩馘不可胜纪。”
6. ↑  《皇明功臣封爵考》卷3《应城伯》：“三十二年七月守御通州，十一月升通州卫指挥佥事。”
7. ↑  《大明太宗实录》卷9下四年六月：“孙岩、房胜为都指挥佥事。”
8. ↑  《大明太宗实录》卷12上洪武三十五年九月：“都指挥佥事孙巖为奉天翊卫宣力武臣，特进荣禄大夫，柱国，应城伯。食禄一千石，子孙世世承袭。”
9. ↑  《皇明功臣封爵考》卷3《应城伯》：“有诰券，其文曰……仍与尔誓：除谋逆不宥，其余若犯死罪，尔免一死，子免一死，以报尔功。”
10. ↑  《大明太宗实录》卷145永乐十一年十一月：“命应城伯孙岩，都指挥齐安往开平备御。”
11. ↑  《明史·列传第三十四》：“永乐十一年，备开平，旋移通州。”
12. ↑  《大明太宗实录》卷178永乐十四年七月：“应城伯孙巖有罪免。初，巖镇通州，通州卫千户蔡原与金吾右卫千户马俊斗殴，赴巖陈诉。巖怒俊言不逊，捶杀之。事觉，上召问巖，巖不以实对，刑科给事中陈敏劾之，命法司会公侯鞫之，有验免死，安置交阯。”
13. ↑  《明史·列传第三十四》：“以私憾椎杀千户，夺爵，安置交阯，已而复之。”
14. ↑  《杨文敏集》卷17《故应城伯追封翼城侯孙公神道碑铭》：“永乐戊戌六月二十日以疾卒于正寝，享年八十。讣闻，太宗悼念不巳，命有司给棺敛治坟茔，累遣官致祭，赠翼城侯，谥威武。”
15. ↑  《杨文敏集》卷17《故应城伯追封翼城侯孙公神道碑铭》：“原配刘氏，封夫人，先公卒。子男六：曰亨、曰忠、曰旺、曰喜、曰泰、曰荣，亨由都指挥佥事袭公爵。女二：长适武徳将军正千户徐亨，次适昭勇将军指挥使房斌。孙男十五人：英、杰、敬、玘、贵、瑀、琳、勉、斌、建、礼、智、纲、云、纶，英袭父爵，早逝，杰今嗣为应城伯，孙女十四人。”